# Toll HSV Dealer Team

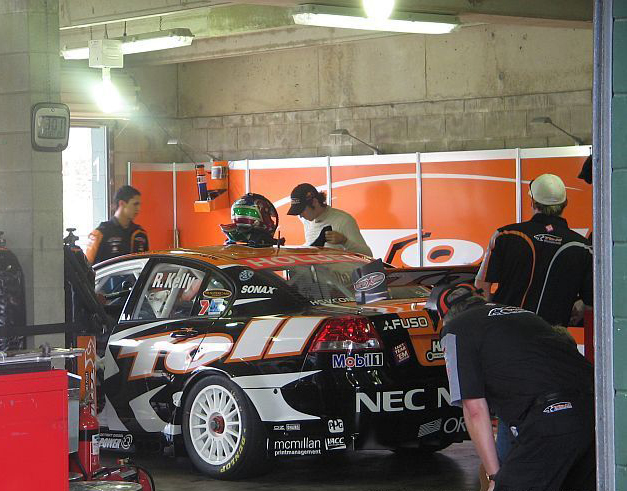
Рік Келлі, червень 2007 року

Toll HSV Dealer Team — австралійська команда в автоспорті, бере участь в серії турингових автогонок «V8 Supercars».
Виникла як молодша команда Holden Racing Team і називалася Holden Young Lions у 1998, виставивши потім другий автомобіль у 2001 для Грега Мерфі і його спонсора K-Mart. Пілот HSV Рік Келлі здобув суперечливу перемогу в чемпіонаті в ході Caterpillar Grand Finale, після того як команда перемогла в командному заліку під час етапу в Бахрейні. І Гарт Тандер і Рік Келлі, як очікується, повинні бути сильними у 2007 році, з перемогою Тандера в чемпіонаті (за опитуваннями гонщиків).
Чемпіони: 1 (2006), Перемоги в Bathurst: 2